# Resolució 214 del Consell de Seguretat de les Nacions Unides
La Resolució 214 del Consell de Seguretat de les Nacions Unides, aprovada per unanimitat el 27 de setembre de 1965, després d'expressar la seva preocupació pel fet que l'alto el foc exigit en les resolucions 209,  210 i 211 (i va estar d'acord amb l'Índia i el Pakistan), el Consell va exigir que les parts respectin el seu compromís, l'alto el foc i la retirada de tot el personal armat.
La resolució es va aprovar sense vot.